# Henry Herbert, IX conte di Pembroke
Henry Herbert, IX conte di Pembroke (29 gennaio 1693 – Pembroke House, 9 gennaio 1750), è stato un nobile e architetto inglese.

## Biografia
Era il figlio di Thomas Herbert, VIII conte di Pembroke, e della sua prima moglie, Lady Margaret Sawyer, unica figlia di Sir Robert Sawyer. Studiò architettura classica alla Christ Church di Oxford, compiendo un gran tour, nel 1712, dove incontrò Lord Shaftesbury a Napoli, William Kent a Roma e a Venezia.

## Carriera

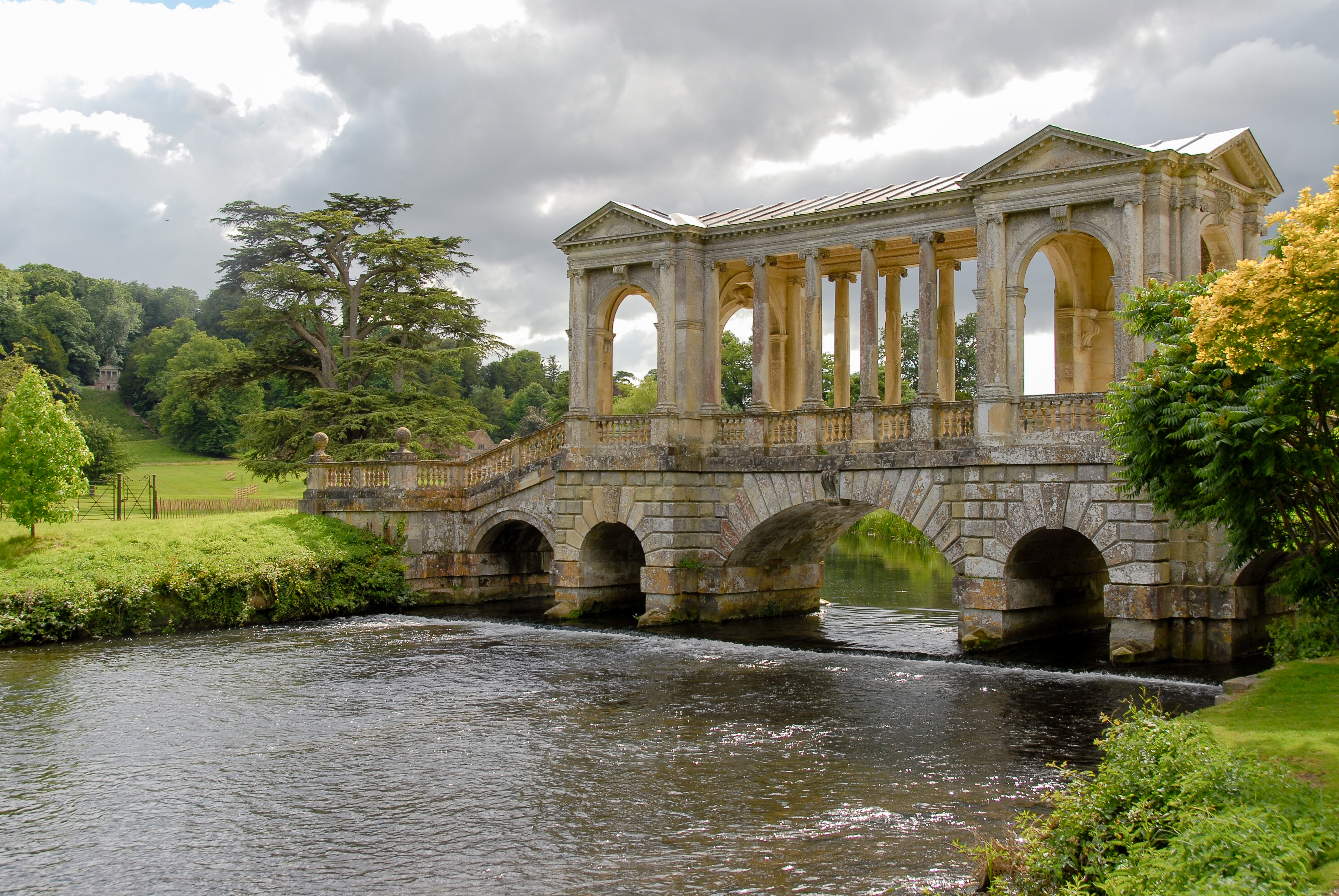
Una sua opera architettonica: il ponte palladiano

È stato nominato Lord of the Bedchamber di Giorgio II, quando era ancora principe di Galles. Fu vice luogotenente di Worcestershire il 29 gennaio 1715, capitano e tenente colonnello delle Coldstream Guards il 12 agosto 1717. Il 20 settembre 1721, è stato promosso al grado di colonnello, e colonnello del 1st Troop of Horse Guards.
Dopo l'ascesa al trono di Giorgio II nel 1727, Herbert rimase il suo stretto collaboratore e fu nominato primo Lord of the Bedchamber. Quando succedette al padre, lasciò le Horse Guards per entrare nel 1st King's Dragoon Guards con il grado di colonnello. Nello stesso anno (24 agosto), fu nominato Lord luogotenente del Wiltshire. Giorgio II continuò a favorire Pembroke, che fu nominato Groom of the Stool l'8 gennaio 1735 e giurò come consigliere privato il giorno successivo. Tuttavia, si dimostrò infruttuoso nei suoi tentativi di mediazione tra Giorgio II e suo figlio, il principe Federico. Sebbene abbia esercitato un potente patrocinio a Wilton, il suo collegio elettorale locale, Pembroke svolse solo un piccolo ruolo nella politica nazionale.
Condivideva i gusti antiquari di suo padre (incaricando Andrew Fountaine di supervisionare la catalogazione delle collezioni di suo padre), ma li esprimeva attraverso l'architettura piuttosto che il collezionismo. È noto per aver progettato sette edifici, due dei quali non esistono più, questi sono la casa del conte, Pembroke House demolita nel 1756-7 e Wimbledon House per la duchessa di Marlborough, distrutta da un incendio nel 1785. Progettò la Colonna della Vittoria a Blenheim Palace per la duchessa di Marlborough in memoria del suo defunto marito. Come uno dei "conti architetti", collaborò con Roger Morris alla progettazione della Marble Hill House (1724–29), della White Lodge, Richmond (1727–28),  e del Palladian Bridge sul piccolo fiume Nadder a Wilton House. Ha anche progettato la torre dell'acqua a Houghton Hall (1730 circa) a forma di tempio con giardino.
Sebbene non fosse coinvolto nella sua progettazione, è stato un promotore del progetto per la costruzione del Westminster Bridge.
Era un appassionato di tennis e di nuoto. Divenne membro della Royal Society il 15 dicembre 1743.

## Matrimonio

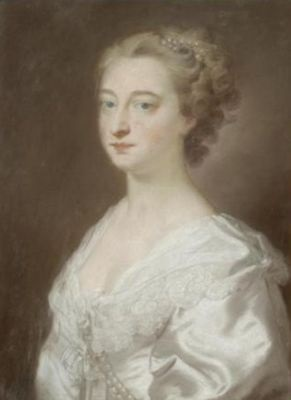
Ritratto della moglie

Sposò, il 28 agosto 1733, Mary FitzWilliam (?-13 febbraio 1769), figlia di Richard FitzWilliam, V visconte FitzWilliam. Ebbero un figlio:
- Henry Herbert, X conte di Pembroke (16 luglio 1734-26 gennaio 1794)

## Morte
Morì il 9 gennaio 1750 a Pembroke House.

## Ascendenza
|                                                                  |               |                               | Genitori                             |  |  | Nonni |  |  | Bisnonni                                                     |  |  | Trisnonni                           |  |
|                                                                  |               |                               |                                      |  |  |       |  |  | Philip Herbert, IV conte di Pembroke e I conte di Montgomery |  |  | Henry Herbert, II conte di Pembroke |  |
|                                                                  |               |                               |                                      |  |  |       |  |  | Philip Herbert, IV conte di Pembroke e I conte di Montgomery |  |  | Henry Herbert, II conte di Pembroke |  |
|                                                                  |               | Mary Sidney                   |                                      |  |  |       |  |  | Philip Herbert, IV conte di Pembroke e I conte di Montgomery |  |  |                                     |  |
| Philip Herbert, V conte di Pembroke e II conte di Montgomery     |               |                               |                                      |  |  |       |  |  | Philip Herbert, IV conte di Pembroke e I conte di Montgomery |  |  |                                     |  |
|                                                                  |               | Susan de Vere                 | Edward de Vere, XVII conte di Oxford |  |  |       |  |  |                                                              |  |  |                                     |  |
|                                                                  |               | Susan de Vere                 | Edward de Vere, XVII conte di Oxford |  |  |       |  |  |                                                              |  |  |                                     |  |
|                                                                  |               | Susan de Vere                 | Anne Cecil                           |  |  |       |  |  |                                                              |  |  |                                     |  |
| Thomas Herbert, VIII conte di Pembroke e III conte di Montgomery |               | Susan de Vere                 |                                      |  |  |       |  |  |                                                              |  |  |                                     |  |
|                                                                  |               | William Villiers, I baronetto | George Villiers                      |  |  |       |  |  |                                                              |  |  |                                     |  |
|                                                                  |               | William Villiers, I baronetto | George Villiers                      |  |  |       |  |  |                                                              |  |  |                                     |  |
|                                                                  |               | William Villiers, I baronetto | Audrey Saunders                      |  |  |       |  |  |                                                              |  |  |                                     |  |
| Catherine Villiers                                               |               | William Villiers, I baronetto |                                      |  |  |       |  |  |                                                              |  |  |                                     |  |
|                                                                  |               | Rebecca Roper                 | Robert Roper                         |  |  |       |  |  |                                                              |  |  |                                     |  |
|                                                                  |               | Rebecca Roper                 | Robert Roper                         |  |  |       |  |  |                                                              |  |  |                                     |  |
|                                                                  |               | Rebecca Roper                 | Elizabeth Nott                       |  |  |       |  |  |                                                              |  |  |                                     |  |
| Henry Herbert, IX conte di Pembroke e IV conte di Montgomery     |               | Rebecca Roper                 |                                      |  |  |       |  |  |                                                              |  |  |                                     |  |
|                                                                  | Edmund Sawyer | George Sawyer                 |                                      |  |  |       |  |  |                                                              |  |  |                                     |  |
|                                                                  | Edmund Sawyer | George Sawyer                 |                                      |  |  |       |  |  |                                                              |  |  |                                     |  |
|                                                                  | Edmund Sawyer | Anne Hill                     |                                      |  |  |       |  |  |                                                              |  |  |                                     |  |
| Robert Sawyer                                                    | Edmund Sawyer |                               |                                      |  |  |       |  |  |                                                              |  |  |                                     |  |
|                                                                  |               | Anne Whitmore                 | William Whitmore                     |  |  |       |  |  |                                                              |  |  |                                     |  |
|                                                                  |               | Anne Whitmore                 | William Whitmore                     |  |  |       |  |  |                                                              |  |  |                                     |  |
|                                                                  |               | Anne Whitmore                 | Margaret Moseley                     |  |  |       |  |  |                                                              |  |  |                                     |  |
| Margaret Sawyer                                                  |               | Anne Whitmore                 |                                      |  |  |       |  |  |                                                              |  |  |                                     |  |
|                                                                  |               | Ralf Suckley                  | …                                    |  |  |       |  |  |                                                              |  |  |                                     |  |
|                                                                  |               | Ralf Suckley                  | …                                    |  |  |       |  |  |                                                              |  |  |                                     |  |
|                                                                  |               | Ralf Suckley                  | …                                    |  |  |       |  |  |                                                              |  |  |                                     |  |
| Margaret Suckeley                                                |               | Ralf Suckley                  |                                      |  |  |       |  |  |                                                              |  |  |                                     |  |
|                                                                  |               | …                             | …                                    |  |  |       |  |  |                                                              |  |  |                                     |  |
|                                                                  |               | …                             | …                                    |  |  |       |  |  |                                                              |  |  |                                     |  |
|                                                                  |               | …                             | …                                    |  |  |       |  |  |                                                              |  |  |                                     |  |
|                                                                  |               | …                             |                                      |  |  |       |  |  |                                                              |  |  |                                     |  |